# Patton (1970.)
Patton je epski biografski film  Franklina J. Schaffnera iz 1970. o američkom generalu  Georgeu S. Pattonu tijekom  Drugog svjetskog rata. U glavnim ulogama pojavili su se George C. Scott, Karl Malden, Michael Bates i Karl Michael Vogler. Osvojio je sedam Oscara, uključujući onaj za  najbolji film.
Uvodni Scottov monolog s ogromnom američkom zastavom iza sebe, ostaje kultni dio filmske povijesti. Usprkos jačanju protesta protiv  Vijetnamskog rata i sve manjem zanimanju za filmove o Drugom svjetskom ratu, film je postigao veliki uspjeh i postao američki klasik.

## Radnja
Film govori o generalu  Georgeu S. Pattonu (George C. Scott) tijekom  Drugog svjetskog rata, počevši s preuzimanjem zapovjedništva nad demoraliziranim američkim snagama u Sjevernoj Africi nakon katastrofalne Bitke kod Kasserine Passa. Sudjeluje u invaziji  Sicilije i utrkuje se s jednako egoističnim  britanskim generalom  Bernardom Lawom Montgomeryjem u zarobljavanju sicilijanske luke Messine. Nakon što je ušao u grad prije Montgomeryja, oduzimaju mu zapovjedništvo zato što je ošamario istraumatiziranog vojnika u vojnoj bolnici. Taj incident, uz standardnu naviku da se često obraća novinarima, dovodi ga u nevolju s Washingtonom, koji ga udaljuje od invazije na  Normandiju. Kasnije, on moli svog bivšeg podređenog, generala  Omara Bradleyja (Karl Malden), za zapovjedništvo prije nego što rat završi. Daju mu Treću pješadijsku diviziju, a on se ističe prelaskom preko  Francuske i kasnijim oslobađanjem vitalnog grada Bastognea tijekom  Bitke za Bulge. Kasnije, Patton razbija njemački "Zapadni zid" i sam ulazi u  Njemačku.
Film prikazuje neke od Pattonovih najkontroverznijih akcija, primjerice njegove primjerdbe nakon pada Njemačke, kad uspoređuje mnoge prosjećne naciste s američkim  republikancima i  demokratima, i objavljujući britanskoj gomili kako će SAD i Velika Britanija dominirati poratnim svijetom, što tisak prenosi kao uvredu za Ruse. Također vjeruje u reinkarnaciju, iako ostaje  kršćanin. U jednom trenutku u filmu, tijekom sjevernoafričke kampanje, Patton odvodi svoje časnike na neočekivan izlet na mjesto Bitke kod Zame. Ondje počinje pričati o bitki, inzistirajući Omaru Bradleyju da je bio ondje. Iako je prikazan kao vojni genij, film ne otkriva Pattonove mračnije, elitističke i brutalne aspekte.

## Glumci
- George C. Scott - General George S. Patton. Uloga je bila ponuđena  Rodu Steigeru, ali ju je ovaj odbio rekavši kako ne želi glorificirati rat. Nakon što je pogledao film, rekao je kako je odbijanje uloge bila najveća pogreška u njegovoj karijeri.
- Karl Malden - General Omar Bradley
- Stephen Young - Chester B. Hansen
- Michael Strong - Hobart Carver
- Michael Bates - General Bernard Law Montgomery
- Frank Latimore - Henry Davenport
- Morgan Paull - Richard N. Jenson
- Karl Michael Vogler - General Erwin Rommel
- Siegfried Rauch - Satnik Steiger
- Richard Münch - Alfred Jodl
- John Doucette - Lucian Truscott
- Paul Stevens - Pukovnik Charles R. Codman
- Ed Binns - General bojnik Walter Bedell Smith

## Nagrade
Scottova izvedba donijela mu je 1971. Oscar za najboljeg glavnog glumca. Odbio je nagradu, kao prvi, ali ne i zadnji glumac.
Film je osvojio još šest Oscara, za scenografiju,  najboljeg redatelja, montažu,  najbolji film, zvuk i  originalni scenarij. Bio je nominiran i za najbolju fotografiju, specijalne efekte i najbolju originalnu glazbu.

## Kritike
Popularni internetski filmski kritičar James Berardinelli nazvao je Pattona svojim najboljim filmom svih vremena.
Prema knjizi Boba Woodwarda i Carla Bernsteina, Posljednji dani, bio je to i omiljeni film  Richarda Nixona. Nekoliko puta ga je gledao u Bijeloj kući i tijekom krstarenja na predsjedničkoj jahti.

## Produkcija

### Prigovori obitelji Patton
Bilo je nekoliko pokušaja da se snimi film, počevši od 1953. Producenti su se za pomoć obratili obitelji Patton. Tražili su pristup Pattonovim dnevnicima i informacije od članova obitelji. Igrom slučaja, dan kad su pitali obitelj bio je dan poslije sprovoda Beatrice Ayer Patton, generalove udovice. Nakon toga, obitelj se protivila snimanju filma i odbila pružiti pomoć producentima.
Zbog toga su Francis Ford Coppola i Edmund H. North napisali scenarij na temelju dvaju biografija: Patton: Ordeal and Triumph Ladislasa Faraga i A Soldier's Story  Omara Bradleyja.

### Uvod
Patton počinje sa Scottom sa slavnim govorom koji je general Patton održao članovima Treće pješadijske divizije, ispred ogromne američke zastave. Scenaristi su morali ublažiti stvarne Pattonove riječi i izjave kako bi film učinili podobnim i za maloljetnu publiku.
Tijekom svog govora, Patton izjavljuje (u stvarnom životu i filmu) da "Amerikanci nikad nisu i nikad neće izgubiti rat". Povjesničar Shelby Foote primijetio je kako je ova izjava bila začuđujuća, jer se Pattonov djed borio na strani Konfederacije tijekom  Američkog građanskog rata.
Kad je Scott čuo da će govor otvoriti film, odbio ga je održati jer je mislio kako će zasjeniti ostatak izvedbe. Zato je redatelj Frank Schaffner lagao i uvjerio ga da će govor biti prikazan na kraju. Snimljen je u podrumu.
Sve medalje i dekoracije prikazane na Pattonovoj uniformi u monologu su autentične replike onih koje su dodijeljene Pattonu. Međutim, general ih nikad nije nosio u javnosti. Sve ih je nosio samo u jednoj prilici, u svojem dvorištu u Virginiji na zahtjev svoje supruge, koja je htjela njegovu fotografiju sa svim odličjima. Producenti su koristili kopiju ove fotografije kako bi ga mogli vjerno prikazati u uvodnoj sceni. Osim toga, revolveri obloženi bjelokosti koje Scott nosi u ovoj sceni posuđeni su iz Pattonova muzeja.

### Lokacije
Cijeli film snimljen je u  Španjolskoj, osim jedne scene u Tunisu gdje Patton posjećuje ruševine Kartage. Scene smještene u Afriku i Siciliju snimane su u južnoj Španjolskoj, dok su zimske scene u  Francuskoj snimljene blizu Madrida (u koji se ekipa požurila kad su čuli da pada snijeg).

## Netočnosti
Iako je trebala osvijetliti tenziju između Pattona i Montgomeryja, utrka između dvojice generala tko će prije ući u Messinu zapravo nije ni postojala. Montgomery je 24. srpnja predložio da Patton zauzme Messinu jer je bio u boljoj poziciji.
U jednoj sceni, general Patton netočno citira  Fridrika II. Velikog: "L'audace, l'audace, toujours l'audace!" ("Odvažno, odvažno - uvijek odvažno!"). To su zapravo riječi Georgesa Dantona.
Postoji scena smještena u ratnu Englesku s crnim Packardom, poratnim modelom iz 1948.

## Nastavci
1986. je snimljen televizijski nastavak, Pattonovi posljednji dani. Scott je reprizirao svoju naslovnu ulogu. Temeljen je na Pattonovim posljednjim tjednima nakon što je teško ozlijeđen u prometnoj nesreći, s prisjećanjima na Pattonov život.

## Vanjske poveznice
- Patton u internetskoj bazi filmova IMDb-a
- Uvodni govor
- Patton: Ordeal and Triumph by Ladislas Farago  Arhivirana inačica izvorne stranice od 8. rujna 2006. (Wayback Machine)
- The Patton Society Homepage (Life of the General)
- Povijest slavnog Pattonovog govora
- Stvarni Pattonov govor  Arhivirana inačica izvorne stranice od 8. ožujka 2009. (Wayback Machine)
- Patton Uncovered  Arhivirana inačica izvorne stranice od 28. lipnja 2007. (Wayback Machine)